# Pseudopontonides
Pseudopontonides is een geslacht van kreeftachtigen uit de klasse van de Malacostraca (hogere kreeftachtigen).

## Soorten
- Pseudopontonides plumosus Snijders & Fransen, 2010
- Pseudopontonides principis (Criales, 1980)